# مجسم جنسون
مُجسَّم جُنسون (بالإنجليزية: Johnson solid)، ويُسمَّى أحيانًا مُجسَّم جُنسون وزَلَجلَر (بالإنجليزية: Johnson–Zalgaller solid)، هو متعدد وجوه مُحدَّب وجوهه مضلعات منتظمة، وقد تستثني بعض التعاريف متعدد الوجوه المُحتَتِنَة. يوجد 92 مجسمًا تستوفي هذه التعاريف، وهي تشمل أهرامًا وقببًا وطوارِم، ومتعددات أخرى مركَّبة قد تُنشأ بلصق المتعددات السابقة بعضها مع بعض.

## التعريف والخلفية
مجسم جُنسون هو متعدد وجوه محدب، وجوهه كلها مضلعات منتظمة. يعني التحدُّب أن مجموعة النقط داخل متعدد الوجوه منغلقة انغلاقًا محدبًا، أي يمكن رسم خط مستقيم من أي نقطة منها إلى أي نقطة أخرى من غير أي يقطع هذا الخط أيًا من وجوه المُتعدِّد. مع أنه لا يوجد قيود على خواص المضلعات المنتظمة التي تُشكل وجوه المُتعدِّد، إلا أن بعض الرياضياتيين يشترطون ألا يكون المضلع متسقًا، وهذا يعني أن كلًا مما يأتي لا يُصنف على أنه من مجسمات جُنسون: المجسمات الأرخميدية، والمجسمات الأفلاطونية، والمواشير والمواشير التخالفية.
يسمَّى متعدد الوجوه الذي تكون وجوهه شبه منتظمة، لأن بعضها ليس منتظمًا تمامًا مجسمات مقاربة لمُجسَّم جُنسون.
سُمِّيت هذه المجسمات على اسم نورمن جنسون وفكتور زَلغلَر. نشر جنسون سنة 1966م قائمة فيها 92 مجسمًا، لا تتضمن المجسمات الأفلاطونية وتستثني 13 مجسمًا أرخميديًا والعديد من المواشير المحتتنة عديمة الحدود والمواشير التقابلية المحتتنة عديمة الحدود، ومنحها أسماءً وأرقامًا. لم يُثبت جنسون أن قائمته مكتملة، وأن لا مجسمات أخرى تحقق هذه الشروط، مع أنه خمَّن ذلك، وهذا ما أثبته زَلغلَر سنة 1969م.

## التسمية والترقيم

مثال عن تسمية المُجسَّم: موشور مثلث ثلاثي التعزيز، فالأساس هو موشور مثَّلث، ألصق على كل وجهٍ من وجوهه هرمٌ مربع متساوي الحروف، عدد الأهرام المُضافة هو ثلاثة، وعملية الإلصاق هي التعزيز.

سُمِّيت مجسمات جنسون وفق صيغة مرنة ودقيقة، وهذا يسمح بتسمية بعض المجسمات بأكثر من طريقة من غير أن يكون الاسم غير دقيق أو من غير أن يكون وصفًا للمُجسَّم. يُمكِن إنشاء غالبية مجسمات جنسون من المجسمات القليلة الأولى: الأهرام والقباب والطوارم، بالإضافة للمجسمات الأفلاطونية والأرخميدية والمواشير والمواشير التخالفية. يُعبِّر الاسم الأول عن المكون الرئيس للمُجسَّم، ثم يليه صفاتٌ تحدد الإضافات والتحويلات التي تطرأ عليه كما يأتي:
- ثنائي كذا[ا]، تعني وجود مجسمين متطابقين ملتصقان عند قاعدتهما. فيما يخص القباب والطوارم، يمكن لصقهما بطريقتين:

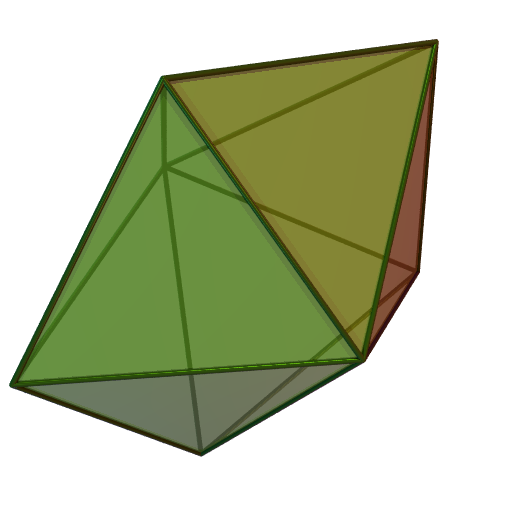
القائمة، أي الوجوه المتقابلة منهما متطابقة، مثلًا مثلث يقابل مثلث. من الأمثلة عليها: ثنائي الهرم المُخمَّس وثنائي القبة المُثلَّثة القائم.
* المبرومة، أي الوجوه المتقابلة مختلفة، مثلاً مثلث يقابل مربع. من الأمثلة عليها: ثنائي الجَمَلون المبروم.
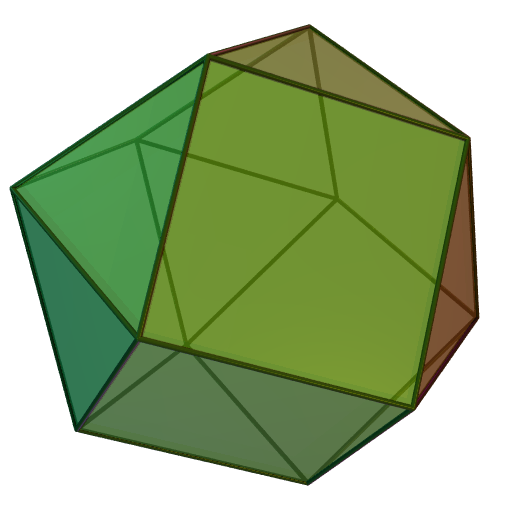
ثنائي الهرم المُخمَّس[الإنجليزية]، الهرمان ملصقان بطريقة قائمة: مثلث يقابل مثلث.
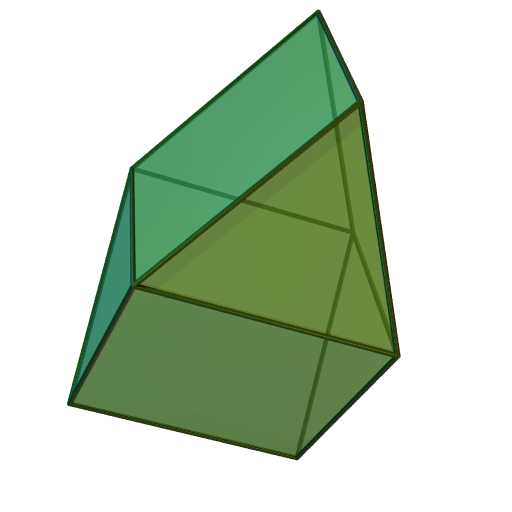
ثنائي القبة المُثلَّثة القائم[الإنجليزية]، الهرمان ملصقان بطريقة قائمة: مثلث يقابل مثلث ومربع يقابل مربع.
- ثنائي الجملون المبروم[الإنجليزية]: مثلث يقابل مربع.

- مُطال[د]، أي أن موشورًا قد أُلصِق بقاعدة المُجسَّم، مثل هرم مخمَّس مُطال[الإنجليزية]، أو بين قاعدتي ثنائي، مثل ثنائي هرم مُربَّع مُطال[الإنجليزية].
- مُطال بالبرم[ه]، أي أن موشورًا تخالفيًا قد أُلصِق بقاعدة المُجسَّم، مثل الطارمة المُخمَّسة المُطالة بالبرم[الإنجليزية]، أو بين قاعدتي ثنائي، مثل ثنائي الطارمة المُخمَّسة المُطال بالبرم[الإنجليزية].

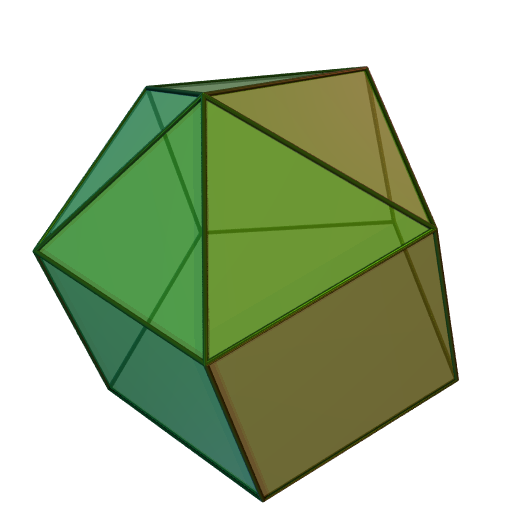
هرم مخمَّس مُطال[الإنجليزية]، أُلصِق موشور مخمَّس بقاعدة الهرم.
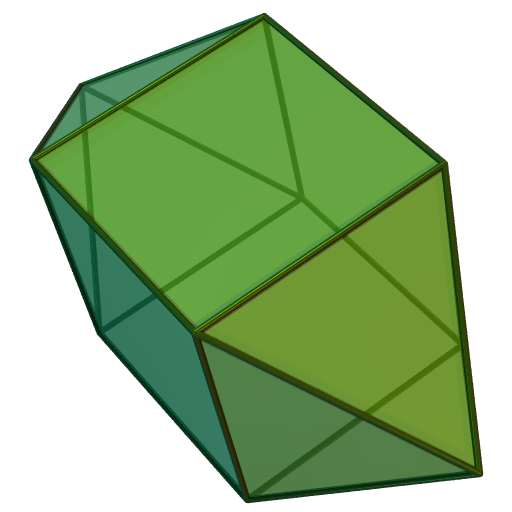
ثنائي هرم مُربَّع مُطال[الإنجليزية]، ألصق موشور مُربَّع بين هرمين مربعين.
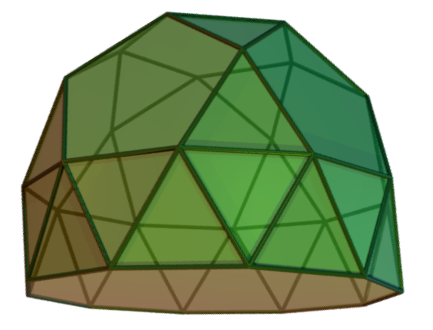
طارمة مُخمَّسة مُطالة بالبرم[الإنجليزية]: أُلصق موشور تخالفي بقاعدة الطارمة.
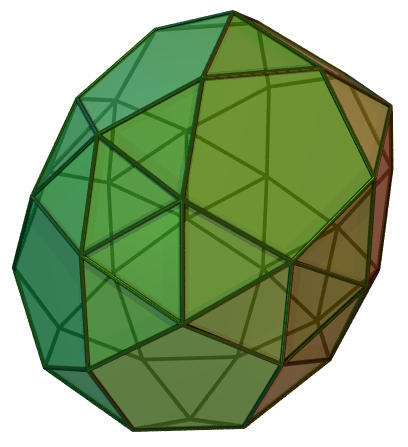
ثنائي الطارمة المُخمَّسة المُطال بالبرم[الإنجليزية]: ألصق موشور تخالفي بين طارمتين مخمستين.

- مُعزَّز[و]، أي أن قبة أو هرم، قد ألصقا إلى وجه واحد على الأقل للمُجسَّم.

- لو ذُكِر مُعزَّر فقط، من غير الإشارة للعدد، فهذا يعني أن قبة أو هرمًا واحدًا فقط قد أضيفا، مثل الموشور المُسدَّس المُعزَّز.
- لو ذُكِر ثنائي التعزيز، فهذا يعني أن هرمين أو قبتين قد أضيفا، ويمكن أن يُضافا:

- تقابلًا: أي على وجهين متقابلين لمتعدد الوجوه، مثل موشور مُسدَّس ثنائي التعزيز التقابلي.
- تخالفًا: أي على وجهين غير متقابلين وغير متتاليين لمتعدد الوجوه، مثل موشور مُسدَّس ثنائي التعزيز التخالفي.

- لو ذُكِر ثلاثي التعزيز، فهذا يعني أن ثلاثة أهرام أو قباب قد أضيفت على وجوه غير متتالية لمتعدد الوجوه، مثل موشور مُسدَّس ثلاثي التعزيز

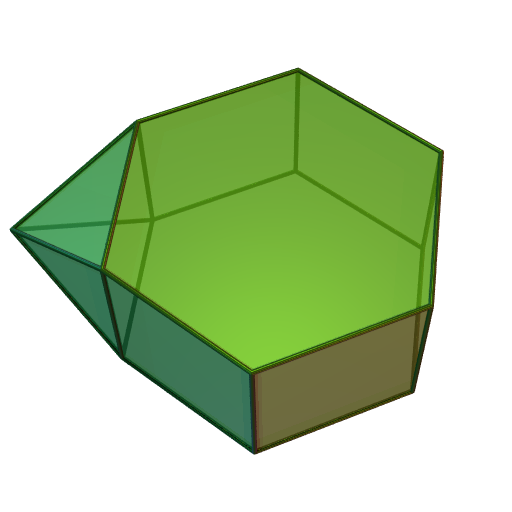
الموشور المُسدَّس المُعزَّز[الإنجليزية]: ألصق هرم على أحد وجوهه الجانبية.
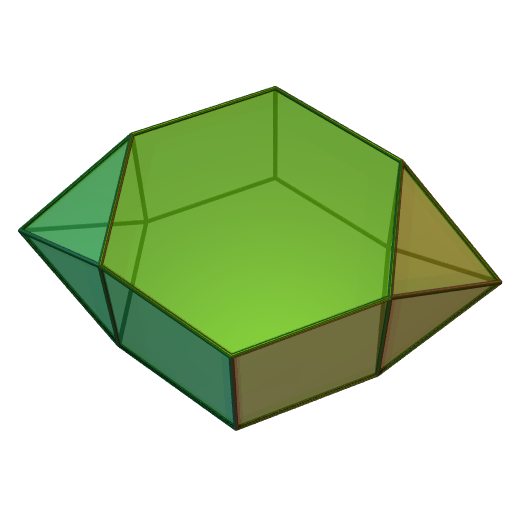
موشور مُسدَّس ثنائي التعزيز التقابلي[الإنجليزية]: ألصق هرمان على وجهين متقابلين من وجوهه.
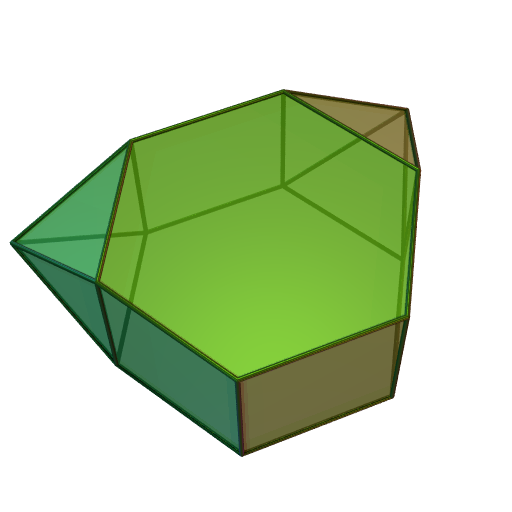
موشور مُسدَّس ثنائي التعزيز التخالفي[الإنجليزية]: أُُلصق هرمان على وجهين غير متقابلين وغير متتالين من وجوهه.
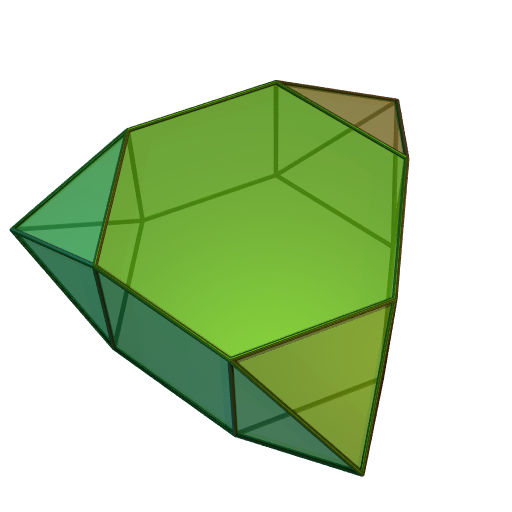
موشور مُسدَّس ثلاثي التعزيز[الإنجليزية]: أُلصقت 3 أهرامات على وجوه غير متتالية للمتعدد.

- مبخوس[يا]، أي أن قبة أو هرم، قد أزيلا من وجه واحد على الأقل للمُجسَّم.

- لو ذُكِر مبخوس فقط، من غير الإشارة للعدد، فهذا يعني أن قبة أو هرمًا واحدًا فقط قد أزيلا، مثل ذو وجوه اثنا عشري عشروني معيني مبخوس.
- لو ذُكِر ثنائي البخس، فهذا يعني أن هرمين أو قبتين قد أضيفا، ويمكن أن يُضافا:

- تقابلًا: أي على وجهين متقابلين لمتعدد الوجوه، مثل ذو الوجوه الاثنا عشري العشروني المعيني ثنائي البخس التقابلي.
- تخالفًا: أي على وجهين غير متقابلين وغير متتاليين لمتعدد الوجوه، مثل ذو الوجوه الاثنا عشري العشروني المعيني ثنائي البخس التخالفي.

- لو ذُكِر ثلاثي البخس، فهذا يعني أن ثلاثة أهرام أو قباب قد أزيلت عن وجوه غير متتالية لمتعدد الوجوه، مثل ذو الوجوه الاثنا عشري العشروني المعيني ثلاثي البخس.

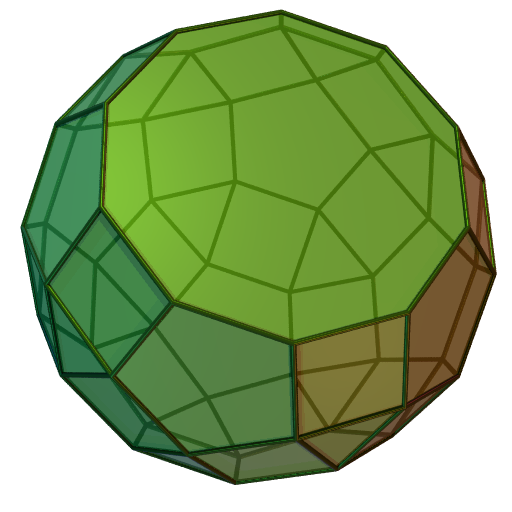
ذو وجوه اثنا عشري عشروني معيني مبخوس[الإنجليزية]: أزيلت قبة مُخمَّسة من أحد وجوهه.
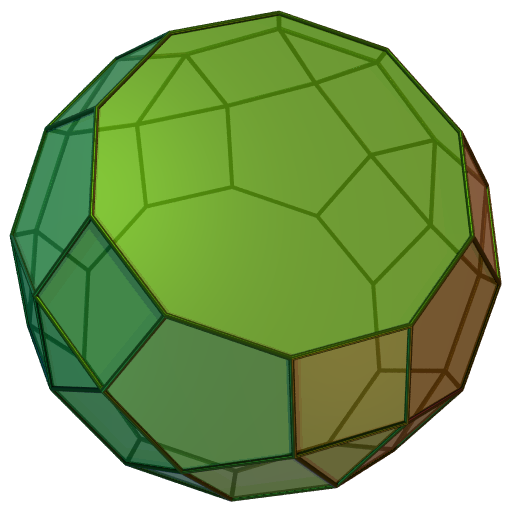
ذو وجوه اثنا عشري عشروني معيني ثنائي البخس التقابلي[الإنجليزية]: أزيلت قبتان مخمستان من وجهين متقابلين من وجوه.
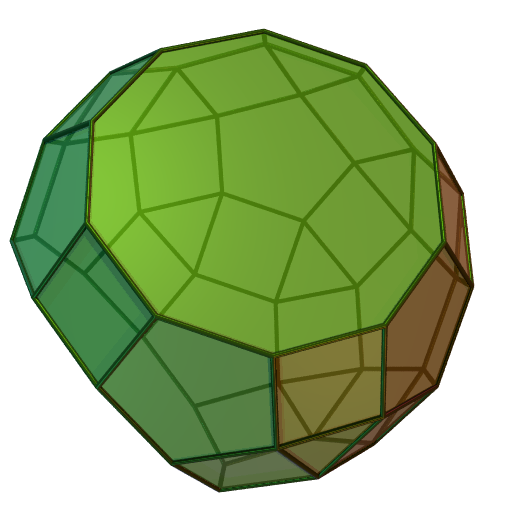
ذو وجوه اثنا عشري عشروني معيني ثنائي البخس التخالفي[الإنجليزية]: أزيلت قبتان مخمستان من وجهين غير متقابلين وغير متتالين من وجوه.
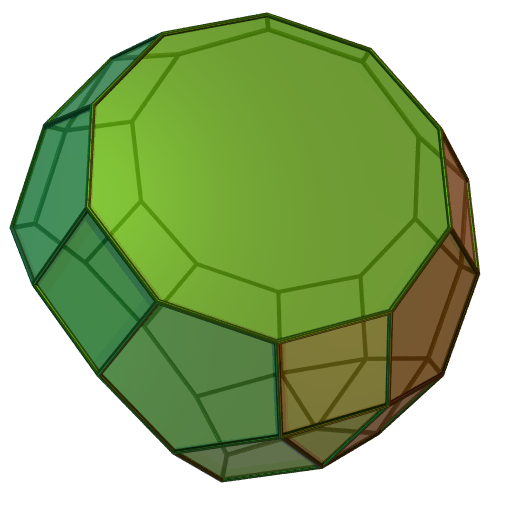
ذو وجوه اثنا عشري عشروني معيني ثلاثي البخس[الإنجليزية]: أُلصقت 3 قبب مخمَّسة من وجوه غير متتالية للمتعدد.

سُميت العديد من مجسمات جنسون الأخيرة وفقًا لخواص المضلعات التي تكونها، عرَّف جنسون الأسماء وفق ما يلي:
- الهلال[يو]، وهو مُركَّب يُنشَأ من لصق مثلثين على ضلعي مربع متقابلين، ويُستعمل في إنشاء ثنائي طارمة ذو هلالين.
- إسفيني[يز]، وهو مُركَّب شبيه بالإسفين، يُنشَأ بلصق هلالين، مع إزالة مثلث من كُلِّ منهما، ويُستعمل في إنشاء عدة أشكال منها الإسفيني مُتوَّج[الإنجليزية]. أما ثنائي الإسفينية،[يح] فيعني وجود مُركبي إسفيني، ويُستعمل المركَّب في إنشاء مُجسَّم واحد هو المُحزَّم ثنائي الإسفينية[الإنجليزية].
- الإسفيني الكليل[يط]، وهو مركب يتكون من ثلاثة أهلة متصلة، مثل الطارمة الإسفينية الكليلة المُثلَّثة[الإنجليزية].

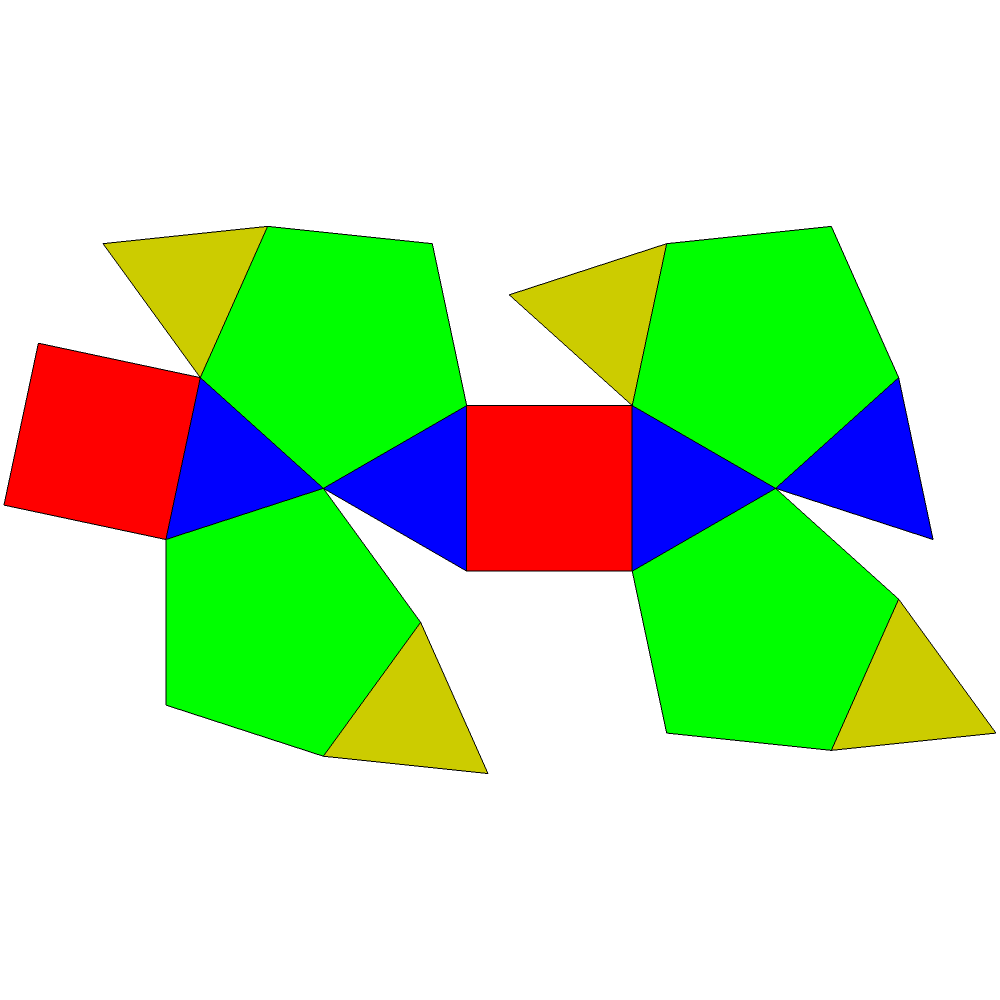
شبكة ثنائي طارمة ذي هلالين، يتكون الهلال من مربع، ملوَّن بالأحمر، ومثلثين زُرق.
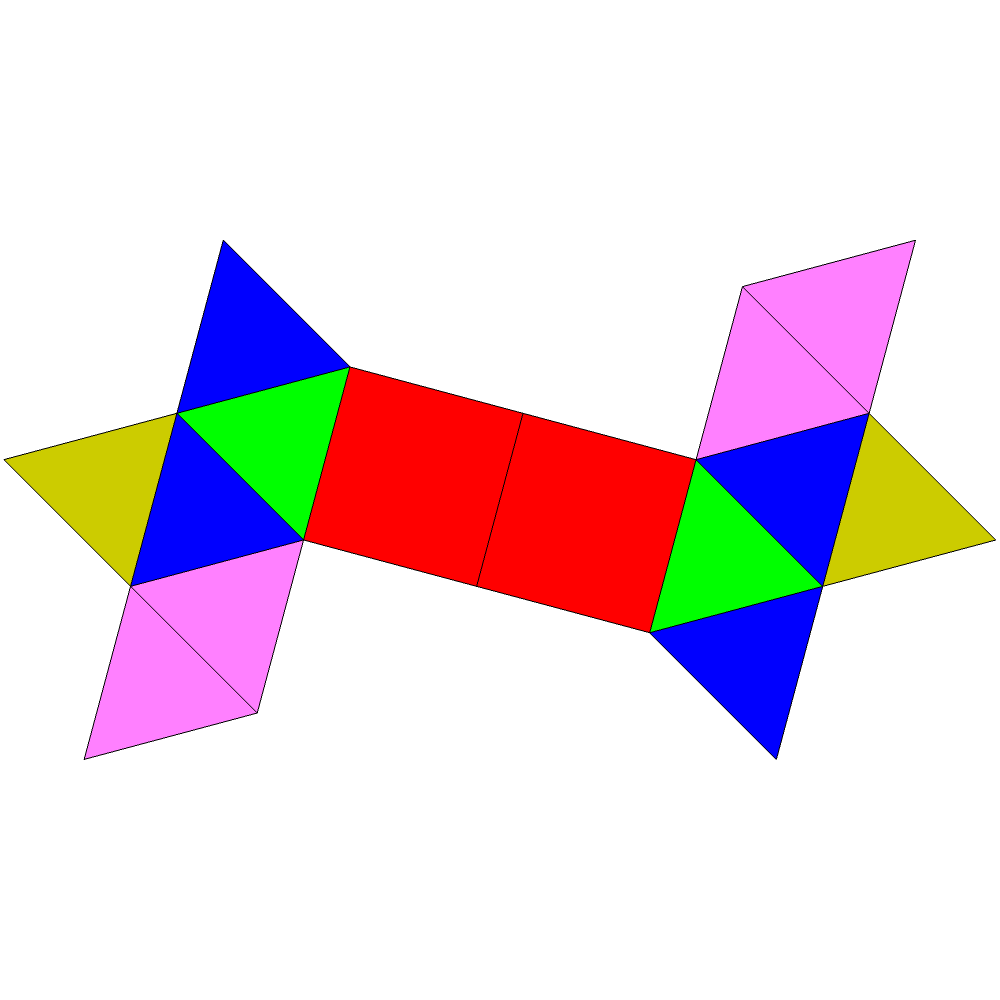
شبكة الإسفيني مُتوَّج[الإنجليزية]، ويظهر مركب الإسفيني: هلالان ملصقان يتكونان من مربعين أزرقين إلى جانب كل منهما مثلث أخضر.
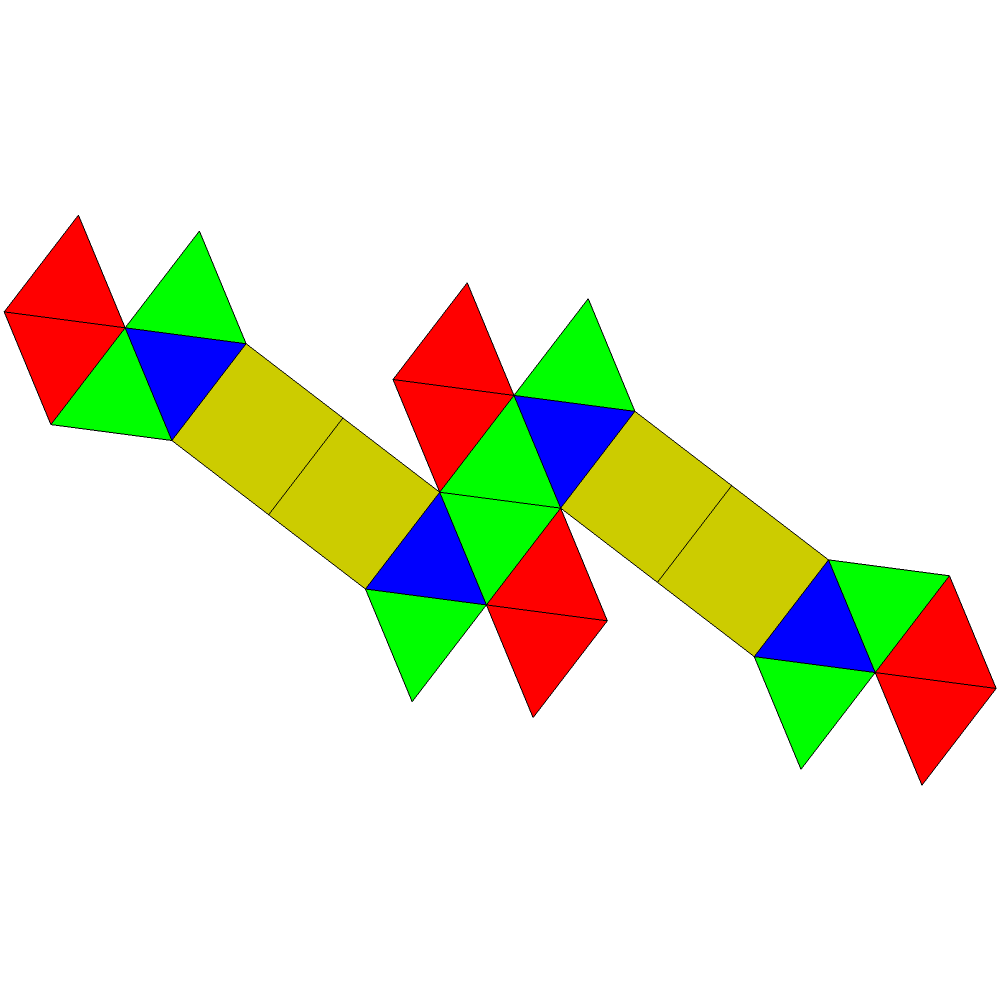
شبكة المُحزَّم ثنائي الإسفينية[الإنجليزية]، ويظهر مركبا الإسفيني، وكل منهما مربعان ذهبيان يلصق بهما مثلثان زرق.
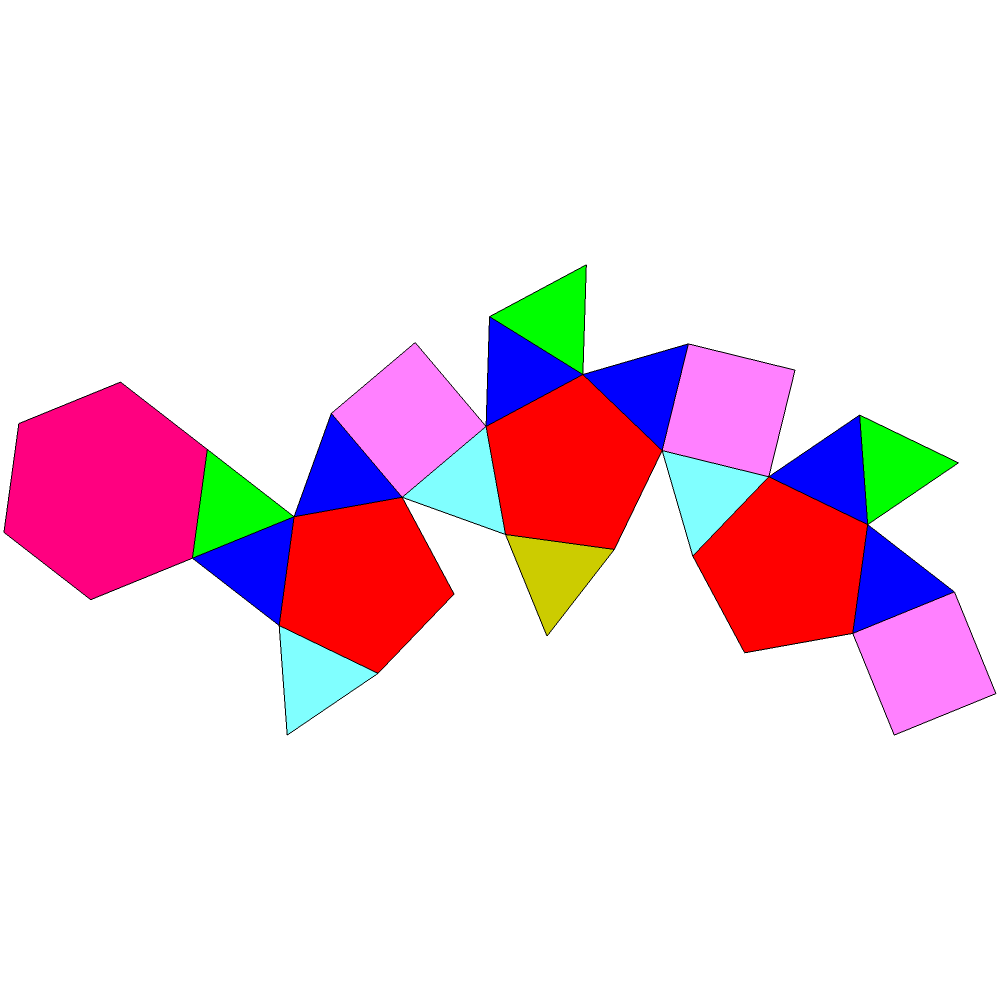
شبكة الطارمة الإسفينية الكليلة المُثلَّثة[الإنجليزية]، ويظهر مركب الإسفيني الكليل على هيئة 3 أهلة، كل منها مكوَّن من مربع بنفسجي يلتصق به مثلثان أزرقان.

- مُتوَّج[ك]، وتعني إضافة مُركَّب يُشبه التاج مكون من 8 مثلثات متساوية الأضلاع.
- عظيم التاج[كا]، وتعني إضافة مركب يشبه التاج أكبر مما سبق يتكون من 12 مثلثًا متساوي الأضلاع.
- مُحزَّم[كب]، وتعني وجود حزام مكوَّن من 12 مثلثًا متساوي الأضلاع.

تُرقَم مجسمات جنسون حسب تسلسل ورودها في الدراسة، وتدوَّن بالشكل {\displaystyle J_{n}}، وفيه {\displaystyle n} هو رقم المُجسَّم، مثالًا {\displaystyle J_{1}} يعني المجسَّم الأول في القائمة وهو الهرم المربع متساوي الحروف، وفيما يلي بيان المجسمات حسب تسلسل ورودها في القائمة:
1. هرم مُربَّع متساوي الحروف
2. هرم مُخمَّس متساوي الحروف
3. قبة مُثلَّثة
4. قبة مُربَّعة
5. قبة مُخمَّسة
6. طارِمة مُخمَّسة
7. هرم مُثلَّث مُطال[الإنجليزية]
8. هرم مُربَّع مُطال[الإنجليزية]
9. هرم مُخمَّس مُطال[الإنجليزية]
10. هرم مُربَّع مُطال بالبرم[الإنجليزية]
11. هرم مُخمَّس مُطال بالبرم[الإنجليزية]
12. مُثلَّث[الإنجليزية]
13. مُخمَّس[الإنجليزية]
14. مُثلَّث مُطال[الإنجليزية]
15. مُربَّع مُطال[الإنجليزية]
16. مُخمَّس مُطال[الإنجليزية]
17. مُربَّع مُطال بالبرم[الإنجليزية]
18. قبة مُثلَّثة مُطالة[الإنجليزية]
19. قبة مُربَّعة مُطالة[الإنجليزية]
20. قبة مُخمَّسة مُطالة[الإنجليزية]
21. طارمة مُخمَّسة مُطالة[الإنجليزية]
22. قبة مثلثة مُطالة بالبرم[الإنجليزية]
23. قبة مربَّعة مُطالة بالبرم[الإنجليزية]
24. قبة مُخمَّسة مُطالة بالبرم[الإنجليزية]
25. طارمة مُخمَّسة مُطالة بالبرم[الإنجليزية]
26. ثنائي جَمَلون مبروم[الإنجليزية]
27. ثنائي القبة المُثلَّثة القائم[الإنجليزية]
28. ثنائي القبة المُربَّعة القائم[الإنجليزية]
29. ثنائي القبة المُربَّعة المبروم[الإنجليزية]
30. ثنائي القبة المُخمَّسة القائم[الإنجليزية]
31. ثنائي القبة المُخمَّسة المبروم[الإنجليزية]
32. طارمي قبي مُخمَّس قائم[الإنجليزية]
33. طارمي قبي مُخمَّس مبروم[الإنجليزية]
34. ثنائي الطارمة المُخمَّسة القائم[الإنجليزية]
35. ثنائي القبة المُثلَّثة القائم المُطال[الإنجليزية]
36. ثنائي القبة المُثلَّثة المبروم المُطال[الإنجليزية]
37. ثنائي القبة المُثلَّثة المبروم المُطال[الإنجليزية]
38. ثنائي القبة المُخمَّسة القائم المُطال[الإنجليزية]
39. ثنائي القبة المُخمَّسة المبروم المُطال[الإنجليزية]
40. طارمي قبي مُخمَّس قائم مُطال[الإنجليزية]
41. طارمي قبي مُخمَّس مبروم مُطال[الإنجليزية]
42. ثنائي طارمة مُخمَّسة قائم مُطال[الإنجليزية]
43. ثنائي الطارمة المُخمَّسة المبروم المُطال[الإنجليزية]
44. ثنائي القبة المُثلَّثة المُطال بالبرم[الإنجليزية]
45. ثنائي القبة المُربَّعة المُطال بالبرم[الإنجليزية]
46. ثنائي القبة المُخمَّسة المُطال بالبرم[الإنجليزية]
47. طارمي قبي مُخمَّسي مُطال بالبرم[الإنجليزية]
48. ثنائي الطارمة المُخمَّسة المُطال بالبرم[الإنجليزية]
49. موشور مُثلَّث مُعزَّز[الإنجليزية]
50. موشور مُثلَّث ثنائي التعزيز[الإنجليزية]
51. موشور مُثلَّث ثلاثي التعزيز[الإنجليزية]
52. موشور مُخمَّس مُعزَّز[الإنجليزية]
53. موشور مُخمَّس ثنائي التعزيز[الإنجليزية]
54. موشور مُسدَّس مُعزَّز[الإنجليزية]
55. موشور مُسدَّس ثنائي التعزيز التقابلي[الإنجليزية]
56. موشور مُسدَّس ثنائي التعزيز التخالفي[الإنجليزية]
57. موشور مُسدَّس ثلاثي التعزيز[الإنجليزية]
58. اثنا عشري الوجوه المُعزَّز[الإنجليزية]
59. اثنا عشري الوجوه ثنائي التعزيز التقابلي[الإنجليزية]
60. اثنا عشري الوجوه ثنائي التعزيز التخالفي[الإنجليزية]
61. اثنا عشري الوجوه ثلاثي التعزيز[الإنجليزية]
62. عشروني وجوه ثنائي بخس تخالفي[الإنجليزية]
63. عشروني وجوه ثلاثي بخس[الإنجليزية]
64. عشروني وجوه ثلاثي بخس معزز[الإنجليزية]
65. رباعي وجوه مبتور مُعزَّز[الإنجليزية]
66. مُكعَّب مبتور مُعزَّز[الإنجليزية]
67. مُكعَّب مبتور ثنائي التعزيز[الإنجليزية]
68. اثنا عشري الوجوه المبتور المُعزَّز[الإنجليزية]
69. اثنا عشري الوجوه المبتور ثنائي التعزيز التقابلي[الإنجليزية]
70. اثنا عشري الوجوه المبتور ثنائي التعزيز التخالفي[الإنجليزية]
71. اثنا عشري الوجوه المبتور ثلاثي التعزيز[الإنجليزية]
72. ذو وجوه اثنا عشري عشروني معيني مبروم[الإنجليزية]
73. ذو وجوه اثنا عشري عشروني معيني ثنائي البرم التقابلي[الإنجليزية]
74. ذو وجوه اثنا عشري عشروني معيني ثنائي البرم التخالفي[الإنجليزية]
75. ذو وجوه اثنا عشري عشروني معيني ثلاثي البرم[الإنجليزية]
76. ذو وجوه اثنا عشري عشروني معيني مبخوس[الإنجليزية]
77. ذو وجوه اثنا عشري عشروني معيني مبخوس تقابلي البرم[الإنجليزية]
78. ذو وجوه اثنا عشري عشروني معيني مبخوس تخالفي البرم[الإنجليزية]
79. ذو وجوه اثنا عشري عشروني معيني مبخوس ثنائي البرم[الإنجليزية]
80. ذو وجوه اثنا عشري عشروني معيني ثنائي البخس التقابلي[الإنجليزية]
81. ذو وجوه اثنا عشري عشروني معيني ثنائي البخس التخالفي[الإنجليزية]
82. ذو وجوه اثنا عشري عشروني معيني ثنائي بخس مبروم[الإنجليزية]
83. ذو وجوه اثنا عشري عشروني معيني ثلاثي البخس[الإنجليزية]
84. إسفيناني ثنائي أفطس[الإنجليزية]
85. موشور تخالفي مربع أفطس[الإنجليزية]
86. إسفيني مُتوَّج[الإنجليزية]
87. إسفيني مُتوَّج مُعزَّز[الإنجليزية]
88. إسفيني عظيم التاج[الإنجليزية]
89. إسفيني كليل عظيم التاج[الإنجليزية]
90. مُحزَّم ثنائي الإسفينية[الإنجليزية]
91. ثنائي طارمة ذو هلالين
92. طارمة إسفينية كليلة مُثلَّثة[الإنجليزية]

تصنَّف بعضٌ من مجسمَّات جنسون بأنها مجسَّمات ابتدائية، وهذا يعني أنه لا يُمكن تقسيمها بمستوٍ إلى متعددي وجوه اثنين أصغر ذوي وجوه منتظمة. مجسمات جُنسون الابتدائية هي المجسمات الستة الأولى: الهرم المُربَّع متساوي الحروف والهرم المُخمَّس متساوي الحروف والقبة المُثلَّثة والقبة مُربَّعة والقبة مُخمَّسة والطارِمة المُخمَّسة، يُضاف إليها: عشروني الوجوه ثلاثي البخس المُعزَّز، وذو الوجوه الاثنا عشري العشروني المعيني ثنائي البخس التقابلي وذو الوجوه الاثنا عشري العشروني المعيني ثلاثي البخس والإسفيناني الثنائي الأفطس والموشور التخالفي المربع الأفطس والإسفيني المُتوَّج والإسفيني المُتوَّج المُعزَّز والإسفيني عظيم التاج والإسفيني الكليل عظيم التاج والمُحزَّم ثنائي الإسفينية وثنائي الطارمة ذو الهلالين والطارمة الإسفينية الكليلة المُثلَّثة. أما سائر مجسمات جنسون، فهي متعددات وجوه مُؤلَّفة لأن بالإمكان إنشاؤها بلصق متعددات الوجوه الابتدائية بعضها إلى بعض.

### فهرس الإحالات
1. ↑  Araki (2015), p. 294-305.
2. ↑  Diudea (2018), p. 39.
3. ↑  Kharazishvili (2000), p. 2.
4. ↑  [a] Williams (2021), p. 23.
[b] Todesco (2020), p. 282.
5. 1 2  Uehara (2020), p. 62.
6. ↑  johnson (1969), p. [بحاجة لرقم الصفحة].
7. ↑  Zalgaller (1969), p. [بحاجة لرقم الصفحة].
8. 1 2  Berman (1971), p. 329-336.
9. 1 2  Johnson (1966), p. [بحاجة لرقم الصفحة].
10. ↑  Hartshorne (2000), p. 464.
11. ↑  Timofeenko (2012), p. 483–512.

### معلومات المراجع
مقالات محكمة
- Norman Johnson (1966). "Convex polyhedra with regular faces". Canadian Journal of Mathematics (بالإنجليزية). 18: 169–200. DOI:10.4153/CJM-1966-021-8. ISSN:0008-414X. MR:0185507. OCLC:8323842957. S2CID:122006114. Zbl:0132.14603. QID:Q55758346.
- Martin Berman (1971). "Regular-faced convex polyhedra". Journal of the Franklin Institute (بالإنجليزية). 291 (5): 329–352. DOI:10.1016/0016-0032(71)90071-8. ISSN:0016-0032. MR:0290245. OCLC:4924207364. QID:Q134974397.
- A.V. Timofeenko (2012). "Junction of noncomposite polyhedra". St. Petersburg Mathematical Journal (بالإنجليزية). 23: 779–780. DOI:10.1090/S1061-0022-10-01105-2. ISSN:1061-0022. OCLC:805877477. QID:Q134978889.
- Yoshiaki Araki; Takashi Horiyama; Ryuhei Uehara (2015). "Common Unfolding of Regular Tetrahedron and Johnson-Zalgaller Solid". WALCOM: Algorithms and Computation - 9th International Workshop, WALCOM 2015, Dhaka, Bangladesh, February 26-28, 2015. Workshop on Algorithms and Computation (بالإنجليزية): 294–305. DOI:10.1007/978-3-319-15612-5_26. OCLC:5994455480. QID:Q135271012.
- Gian Marco Todesco (2020). "Hyperbolic Honeycomb". Imagine math 7: between culture and mathematics (بالإنجليزية): 279–295. DOI:10.1007/978-3-030-42653-8_17. ISBN:978-3-030-42653-8. QID:Q135221649.

كتب
- Victor Zalgaller (1969). Convex polyhedra with regular faces: Translated from Russian. Seminars in mathematics (2) (بالإنجليزية). New York: Consultants bureau. ISBN:978-1-489-95671-2. OCLC:4482. QID:Q135221954.
- Robin Hartshorne (2000). Geometry: Euclid and Beyond. Undergraduate Texts in Mathematics (بالإنجليزية) (1st ed.). New York: Springer New York. DOI:10.1007/978-0-387-22676-7. ISBN:978-0-387-98650-0. MR:1761093. OCLC:247577065. QID:Q56227799.
- V. V. Buldygin; A. B. Kharazishvili (2000). Geometric Aspects of Probability Theory and Mathematical Statistics. Mathematics and Its Applications (514) (بالإنجليزية) (1st ed.). Dordrecht: Springer Science+Business Media. DOI:10.1007/978-94-017-1687-1. ISBN:978-0-7923-6413-9. OCLC:44045587. QID:Q134971568.
- Mircea Vasile Diudea (2018). Multi-shell Polyhedral Clusters. Carbon Materials: Chemistry and Physics (10) (بالإنجليزية) (1st ed.). Cham. DOI:10.1007/978-3-319-64123-2. ISBN:978-3-319-64123-2. OCLC:1503525743. QID:Q134975325.{{استشهاد بكتاب}}:  صيانة الاستشهاد: مكان بدون ناشر (link)
- Ryuhei Uehara (2020). Introduction to computational origami: The world of new computational geometry (بالإنجليزية) (1st ed.). Singapore Island: Springer Science+Business Media. DOI:10.1007/978-981-15-4470-5. ISBN:978-981-15-4469-9. S2CID:220150682. QID:Q135221855.
- Kim Williams; Cosimo Monteleone (2021). Daniele Barbaro’s Perspective of 1568 (بالإنجليزية) (1st ed.). Cham: Birkhäuser. DOI:10.1007/978-3-030-76687-0. ISBN:978-3-030-76686-3. OCLC:1267585659. QID:Q135224605.